# 완전 분리 공간
일반위상수학에서 완전 분리 공간(完全分離空間, 영어: totally disconnected space)은 모든 점들이 각각 분리돼 있는 위상 공간이다. 연결 공간의 정반대에 해당하는 개념이다.

## 정의
완전 분리 공간은 모든 연결 성분이 하나의 점만을 포함하는 위상 공간이다.

## 예
완전 분리 공간의 예로는 다음과 같은 위상 공간들이 있다.
- 이산 공간
- 사유한군
  - p진수의 집합은 사유한군을 이루므로 완전 분리 공간이다.
- 유리수의 집합 {\displaystyle \mathbb {Q} } (실수 {\displaystyle \mathbb {R} }의 부분집합 위상)
- 무리수의 집합 {\displaystyle \mathbb {R} \setminus \mathbb {Q} }  (실수 {\displaystyle \mathbb {R} }의 부분집합 위상)
- 칸토어 집합
- (순서 위상을 부여한) 초실수의 집합

## 성질
- 완전 분리 공간의 부분 공간은 완전 분리 공간이다.
- 여러 완전 분리 공간들의 곱공간은 완전 분리 공간이다.
- 모든 완전 분리 공간은 T1 공간이다.
- 작은 귀납적 차원이 0인 콜모고로프 공간은 완전 분리 공간이다.

## 같이 보기
- 극단 분리 공간